# Astragalus savellanicus
Astragalus savellanicus är en ärtväxtart som beskrevs av Dieter Podlech. Astragalus savellanicus ingår i släktet vedlar, och familjen ärtväxter. Inga underarter finns listade i Catalogue of Life.